# Drouilly
Drouilly is een gemeente in het Franse departement Marne (regio Grand Est) en telt 120 inwoners (1999). De plaats maakt deel uit van het arrondissement Vitry-le-François.

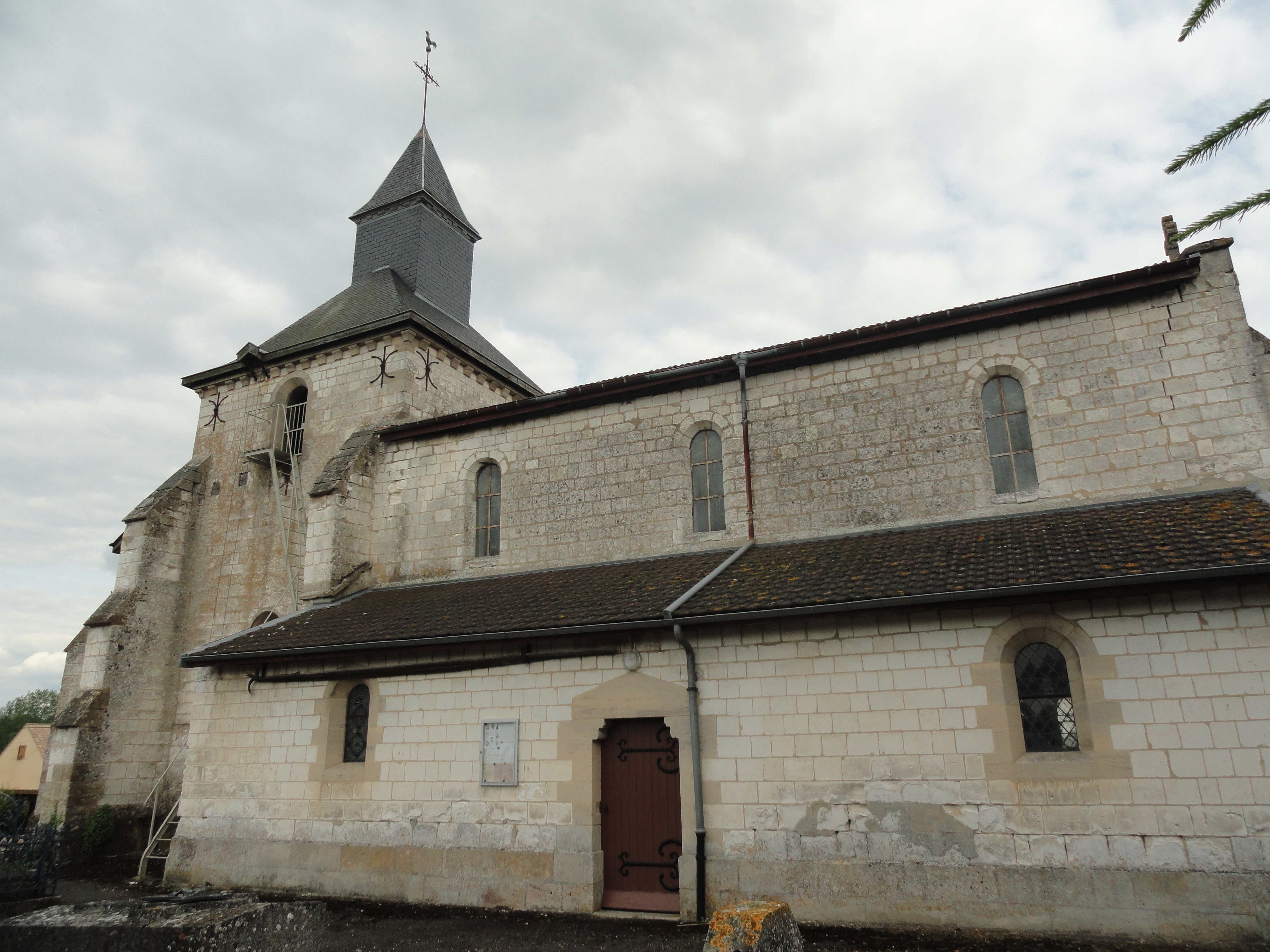
Kerk in Drouilly
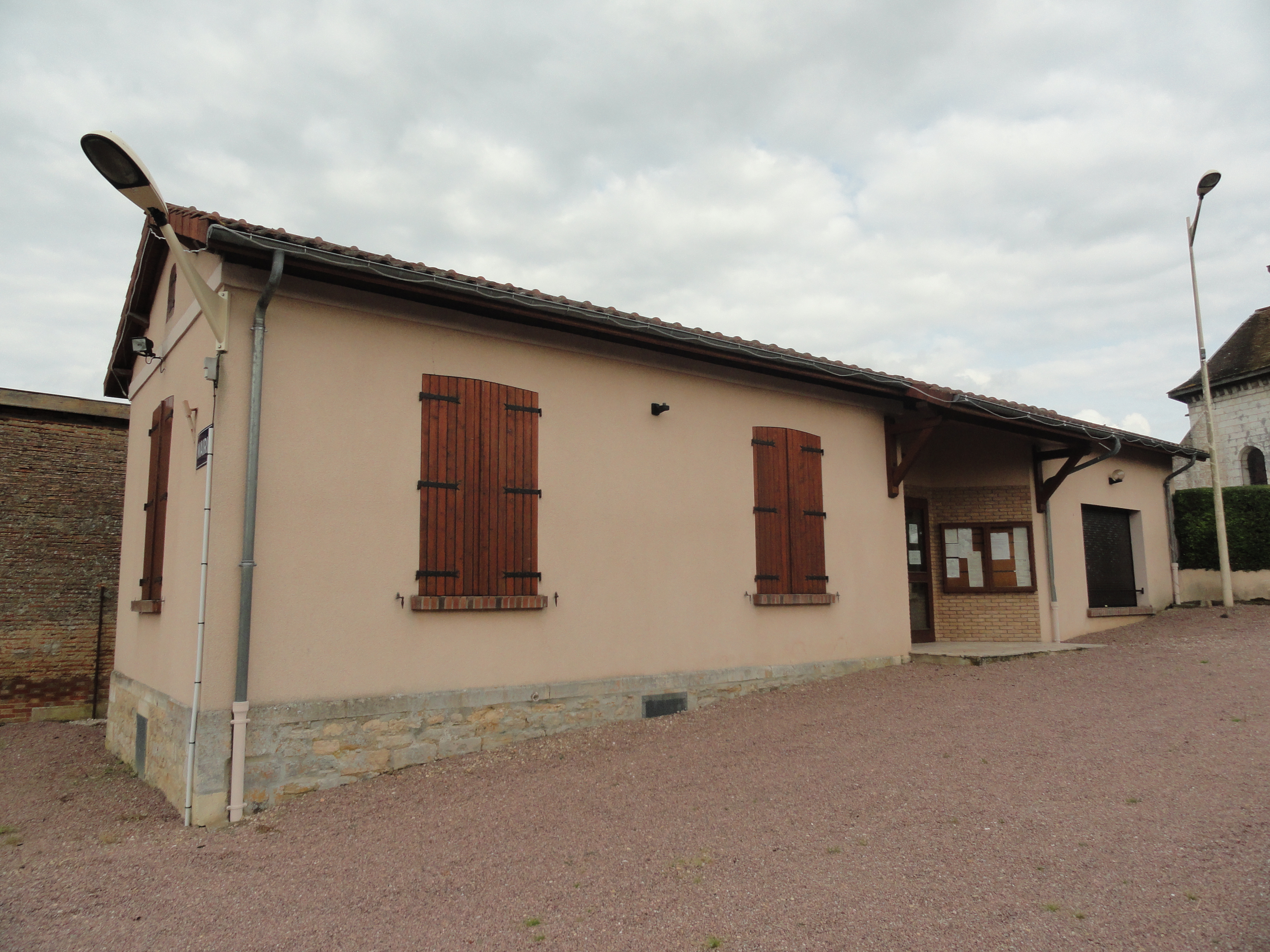
Gemeentehuis

## Geografie
De oppervlakte van Drouilly bedraagt 2,4 km², de bevolkingsdichtheid is 50,0 inwoners per km².
De onderstaande kaart toont de ligging van Drouilly met de belangrijkste infrastructuur en aangrenzende gemeenten.

## Demografie
Onderstaande figuur toont het verloop van het inwonertal (bron: INSEE-tellingen).